# Xã Benton, Quận Daviess, Missouri
Xã Benton (tiếng Anh: Benton Township) là một xã thuộc quận Daviess, tiểu bang Missouri, Hoa Kỳ. Năm 2010, dân số của xã này là 515 người.